# Computer Sciences Corporation
Computer Sciences Corporation (CSC) è stata una multinazionale americana che forniva servizi di tecnologia dell'informazione (IT) e servizi professionali. Il 3 aprile 2017, si è fusa con la linea di business Enterprise Services di HP Enterprise, dando vita a DXC.Technology.

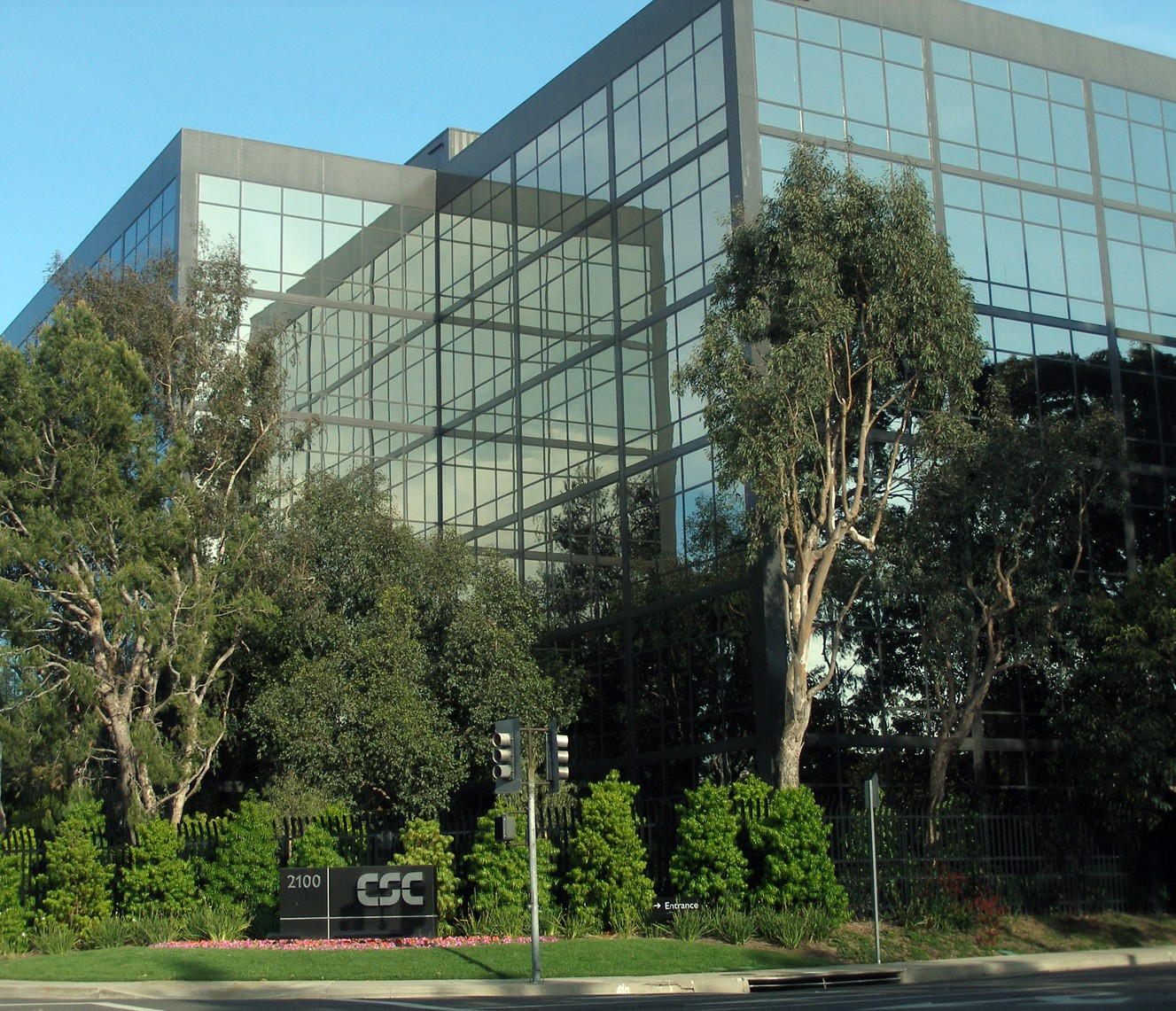
Quartier generale a El Segundo (California)

## Storia
CSC fu fondata nel 1959 a Los Angeles California da Roy Nutt e Fletcher Jones con un capitale iniziale di 100 dollari. Inizialmente CSC si occupava di programmazione in Assembly e in Cobol.
Negli anni sessanta, CSC fornì consulenza di programmazione software a importanti produttori di computer come IBM e Honeywell e si assicurò i primi contratti per il settore pubblico degli Stati Uniti con la NASA e il dipartimento della difesa.
Nel 1963, CSC divenne la più grande società di software negli Stati Uniti; fu inoltre la prima società di software a essere quotata alla Borsa americana nel 1968 (NYSE CSC). CSC ebbe filiali in Canada, India, Australia, Singapore, Regno Unito, Germania, Spagna, Italia, Brasile e Paesi Bassi.
Negli anni 1970 e 1980, CSC si espanse a livello globale aggiudicandosi numerosi contratti per l'industria finanziaria e della difesa e attraverso acquisizioni in Europa e Australia.
Nel 2000 CSC fondò una joint venture denominata Innovative Banking Solutions AG a Wiesbaden, in Germania, per commercializzare la loro soluzione SAP di nuova concezione per le società ipotecarie.
Sin dai suoi inizi nel 1959, la sede principale della società era situata in California. Il 29 marzo 2008, la sede centrale dell'azienda fu trasferita da El Segundo, in California, ad Annandale, in Virginia. CSC era nella lista Fortune 500 dal 1995, arrivando al 162º posto nelle classifiche del 2012, con un fatturato di circa 14 miliardi di dollari e circa 96 000 dipendenti.
Nel maggio 2015, CSC annunciò l'intenzione di dividere le attività del settore pubblico dalle sue attività commerciali e internazionali. Ad agosto, ci fu l'annuncio che l'attività di CSC Government Service si sarebbe fusa con SRA International per formare una nuova società - CSRA - alla fine di novembre 2015. Nel luglio 2015, CSC e HCL Technologies annunciarono la firma di un accordo di joint venture per formare una società di software e servizi bancari, Celeriti FinTech.
Nel settembre 2015, CSC chiuse l'acquisizione di Fixnetix, un fornitore di soluzioni di trading gestite front-office nei mercati dei capitali. Nello stesso mese CSC inoltre acquisì Fruition Partners, un fornitore di soluzioni tecnologiche per il settore della gestione dei servizi
Nel novembre 2015, CSC acquisi le azioni di UXC, una società di servizi IT con sede in Australia, per un valore di 427,6 milioni di dollari. Nel dicembre 2015, Xchanging, fornitore di tecnologia e servizi commerciali, accettò di essere acquisito da CSC.
Nel febbraio 2016, CSC annunciò il trasferimento della sua sede a Tysons, il quartiere centrale degli affari della contea di Fairfax, a pochi chilometri da Annandale.
Il 3 aprile 2017 viene completata la fusione con HP Enterprise Services con la nascita di DXC Technology.